# Genté
Genté is een gemeente in het Franse departement Charente (regio Nouvelle-Aquitaine). De plaats maakt deel uit van het arrondissement Cognac. Genté telde op 1 januari 2022 929 inwoners.

## Geografie
De oppervlakte van Genté bedroeg op 1 januari 2022 11,59 vierkante kilometer; de bevolkingsdichtheid was toen 80,2 inwoners per km².
De onderstaande kaart toont de ligging van Genté met de belangrijkste infrastructuur en aangrenzende gemeenten.

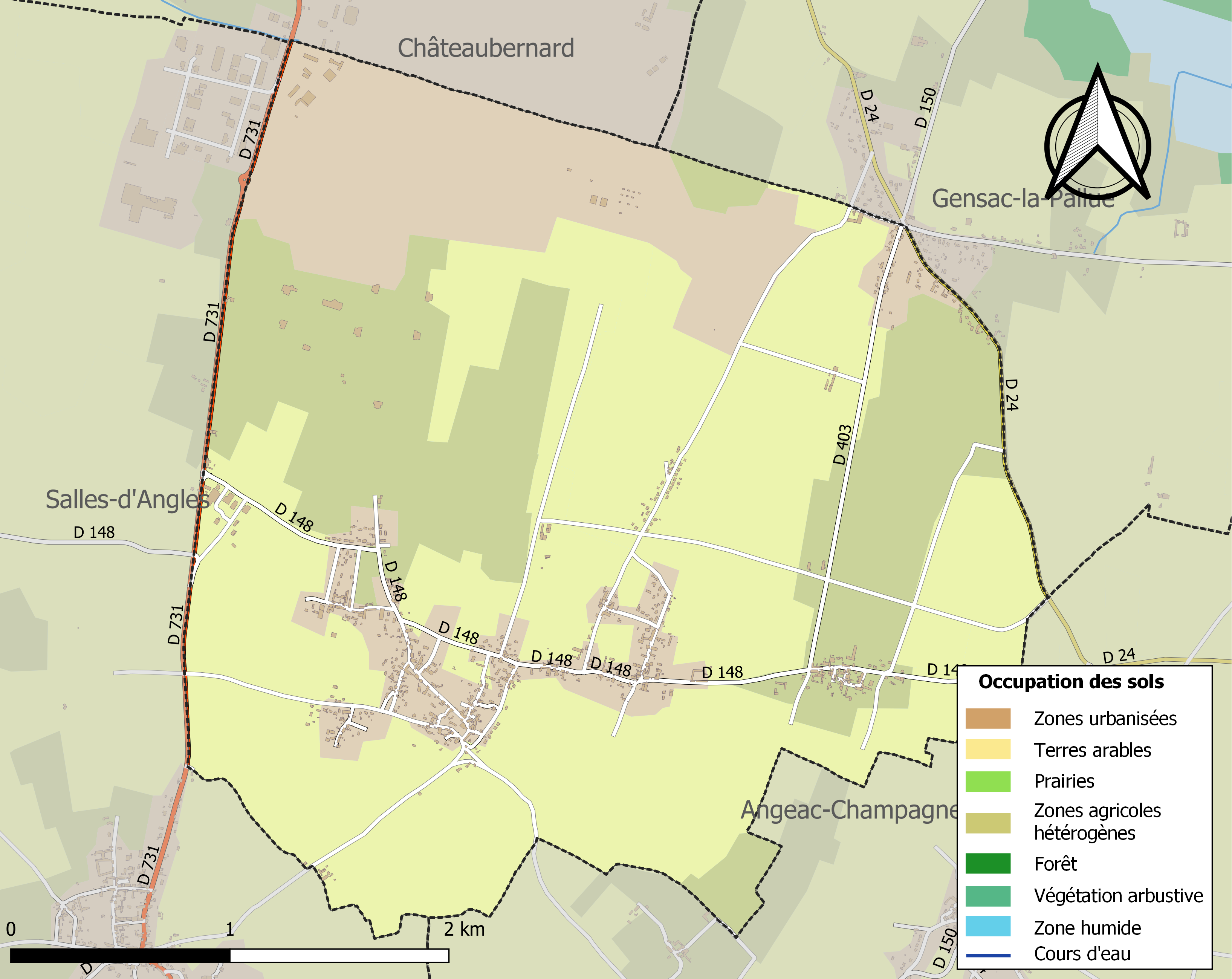

## Demografie
Onderstaande figuur toont het verloop van het inwonertal (bron: INSEE-tellingen).